# Campeonato Neerlandés de Fútbol 1918-19
El Campeonato Neerlandés de Fútbol 1918/19 fue la 31.ª edición del campeonato de fútbol de los Países Bajos. Participaron 52 equipos divididos en cinco divisiones. El campeón nacional sería determinado por un grupo final formado con los ganadores de las divisiones de fútbol del este, norte, sur y dos del oeste. Ajax ganó el campeonato de este año.

## Nuevos participantes
Eerste Klasse Este:
- Promovido desde la 2ª división: ZAC (regresa después de 6 años de ausencia)

Eerste Klasse Norte:
- Promovido desde la 2ª división: MVV Alcides

Eerste Klasse Sur:
- Promovido desde la 2ª división: NOAD

Eerste Klasse Oeste-B:
- Promovido desde la 2ª división: SV Fortuna Wormerveer

## Divisiones

### Eerste Klasse Este
| Pos | Equipo           | PJ | PG | PE | PP | GF | GC | Pts | DG  | Notas                                     |
| --- | ---------------- | -- | -- | -- | -- | -- | -- | --- | --- | ----------------------------------------- |
| 1   | Go Ahead         | 18 | 15 | 0  | 3  | 49 | 16 | 30  | +33 | Clasificado al grupo final por el título. |
| 2   | SC Enschede      | 18 | 12 | 5  | 1  | 42 | 16 | 29  | +26 |                                           |
| 3   | Quick Nijmegen   | 18 | 11 | 4  | 3  | 51 | 19 | 26  | +32 |                                           |
| 4   | EFC PW 1885      | 18 | 8  | 3  | 7  | 23 | 22 | 19  | +1  |                                           |
| 5   | HVV Tubantia     | 18 | 8  | 2  | 8  | 26 | 23 | 18  | +3  |                                           |
| 6   | Koninklijke UD   | 18 | 6  | 4  | 8  | 28 | 29 | 16  | -1  |                                           |
| 7   | ZAC              | 18 | 6  | 4  | 8  | 32 | 47 | 16  | -15 |                                           |
| 8   | Vitesse          | 18 | 3  | 5  | 10 | 26 | 50 | 11  | -24 |                                           |
| 9   | Be Quick Zutphen | 18 | 4  | 2  | 12 | 19 | 37 | 10  | -18 |                                           |
| 10  | GVC              | 18 | 1  | 3  | 14 | 15 | 52 | 5   | -37 | Descendido a la segunda división.         |

PJ = Partidos jugados; PG = Partidos ganados; PE = Partidos empatados; PP = Partidos perdidos; GF = Goles a favor; GC = Goles en contra; Pts = Puntos; DG = Diferencia de goles

### Eerste Klasse Norte
No todos los partidos se jugaron debido a las malas condiciones del terreno. 
Por lo tanto, las clasificaciones se basan en partidos jugados y puntos de promedio, lo que explica por qué algunos equipos se clasifican más alto a pesar de tener menos puntos.
| Pos | Equipo          | PJ | PG | PE | PP | GF | GC | Pts  | DG  | Notas                                     |
| --- | --------------- | -- | -- | -- | -- | -- | -- | ---- | --- | ----------------------------------------- |
| 1   | Be Quick 1887   | 16 | 16 | 0  | 0  | 87 | 12 | 2.00 | +75 | Clasificado al grupo final por el título. |
| 2   | Velocitas 1897  | 16 | 11 | 3  | 2  | 49 | 22 | 1.56 | +27 |                                           |
| 3   | MVV Alcides     | 14 | 5  | 3  | 4  | 17 | 27 | 0.93 | -10 |                                           |
| 4   | LAC Frisia 1883 | 12 | 4  | 3  | 5  | 44 | 28 | 0.92 | +16 |                                           |
| 5   | WVV Winschoten  | 10 | 3  | 2  | 5  | 23 | 26 | 0.80 | -3  |                                           |
| 6   | GSAVV Forward   | 15 | 3  | 5  | 7  | 40 | 48 | 0.73 | -8  |                                           |
| 7   | Veendam         | 15 | 4  | 2  | 9  | 20 | 58 | 0.67 | -38 |                                           |
| 8   | Achilles 1894   | 14 | 4  | 1  | 9  | 35 | 54 | 0.64 | -19 |                                           |
| 9   | HSC             | 12 | 1  | 1  | 10 | 10 | 50 | 0.25 | -40 |                                           |

PJ = Partidos jugados; PG = Partidos ganados; PE = Partidos empatados; PP = Partidos perdidos; GF = Goles a favor; GC = Goles en contra; Pts = Puntos; DG = Diferencia de goles

### Eerste Klasse Sur
| Pos | Equipo               | PJ | PG | PE | PP | GF | GC | Pts | DG  | Notas                                     |
| --- | -------------------- | -- | -- | -- | -- | -- | -- | --- | --- | ----------------------------------------- |
| 1   | NAC                  | 16 | 13 | 2  | 1  | 45 | 11 | 28  | +34 | Clasificado al grupo final por el título. |
| 2   | Willem II            | 16 | 10 | 2  | 4  | 48 | 22 | 22  | +26 |                                           |
| 3   | Zeelandia Middelburg | 16 | 10 | 1  | 5  | 33 | 29 | 21  | +4  |                                           |
| 4   | MVV Maastricht       | 16 | 5  | 4  | 7  | 35 | 27 | 14  | +8  |                                           |
| 5   | CVV Velocitas        | 16 | 6  | 2  | 8  | 34 | 36 | 14  | -2  |                                           |
| 6   | NOAD                 | 16 | 5  | 3  | 8  | 23 | 34 | 13  | -11 |                                           |
| 7   | VVV Venlo            | 16 | 6  | 1  | 9  | 18 | 36 | 13  | -18 |                                           |
| 8   | RKVV Wilhelmina      | 16 | 3  | 4  | 9  | 16 | 38 | 10  | -22 |                                           |
| 9   | HVV Helmond          | 16 | 3  | 3  | 10 | 21 | 40 | 9   | -19 | Descendido a la segunda división.         |

PJ = Partidos jugados; PG = Partidos ganados; PE = Partidos empatados; PP = Partidos perdidos; GF = Goles a favor; GC = Goles en contra; Pts = Puntos; DG = Diferencia de goles

### Eerste Klasse Oeste-A
| Pos | Equipo              | PJ | PG | PE | PP | GF | GC | Pts | DG  | Notas                                     |
| --- | ------------------- | -- | -- | -- | -- | -- | -- | --- | --- | ----------------------------------------- |
| 1   | AFC Ajax            | 22 | 19 | 3  | 0  | 70 | 11 | 41  | +59 | Clasificado al grupo final por el título. |
| 2   | Blauw-Wit Amsterdam | 22 | 13 | 4  | 5  | 45 | 27 | 30  | +18 |                                           |
| 3   | HFC Haarlem         | 22 | 14 | 1  | 7  | 54 | 35 | 29  | +19 |                                           |
| 4   | Sparta Rotterdam    | 22 | 11 | 5  | 6  | 53 | 33 | 27  | +20 |                                           |
| 5   | HBS Craeyenhout     | 22 | 10 | 4  | 8  | 37 | 27 | 24  | +10 |                                           |
| 6   | VOC                 | 22 | 8  | 6  | 8  | 30 | 29 | 22  | +1  |                                           |
| 7   | Koninklijke HFC     | 22 | 8  | 6  | 8  | 29 | 41 | 22  | -12 |                                           |
| 8   | HVV Den Haag        | 22 | 7  | 7  | 8  | 45 | 40 | 21  | +5  |                                           |
| 9   | UVV Utrecht         | 22 | 5  | 6  | 11 | 24 | 52 | 16  | -28 |                                           |
| 10  | DFC                 | 22 | 4  | 5  | 13 | 24 | 45 | 13  | -21 |                                           |
| 11  | HC & CV Quick       | 22 | 2  | 6  | 14 | 13 | 45 | 10  | -32 |                                           |
| 12  | USV Hercules        | 22 | 3  | 3  | 16 | 26 | 65 | 9   | -39 | Descendido a la segunda división.         |

PJ = Partidos jugados; PG = Partidos ganados; PE = Partidos empatados; PP = Partidos perdidos; GF = Goles a favor; GC = Goles en contra; Pts = Puntos; DG = Diferencia de goles

### Eerste Klasse Oeste-B
La Eerste Klasse Oeste-B se convertiría en el segundo nivel la próxima temporada.
| Pos | Equipo                 | PJ | PG | PE | PP | GF | GC | Pts | DG  | Notas                                         |
| --- | ---------------------- | -- | -- | -- | -- | -- | -- | --- | --- | --------------------------------------------- |
| 1   | AFC Amsterdam          | 22 | 17 | 3  | 2  | 58 | 20 | 37  | +38 | Clasificado al grupo final por el título. [1] |
| 2   | VV Concordia           | 22 | 10 | 8  | 4  | 43 | 26 | 28  | +17 | División convertida en segundo nivel.         |
| 3   | Feijenoord             | 22 | 10 | 7  | 5  | 53 | 37 | 27  | +16 | División convertida en segundo nivel.         |
| 4   | VVA                    | 22 | 11 | 4  | 7  | 43 | 36 | 26  | +7  | División convertida en segundo nivel.         |
| 5   | HVV 't Gooi            | 22 | 8  | 9  | 5  | 27 | 18 | 25  | +9  | División convertida en segundo nivel.         |
| 6   | SV Fortuna Wormverveer | 22 | 10 | 5  | 7  | 43 | 35 | 25  | +8  | División convertida en segundo nivel.         |
| 7   | De Spartaan            | 22 | 9  | 4  | 9  | 39 | 29 | 22  | +10 | División convertida en segundo nivel.         |
| 8   | SVV                    | 22 | 5  | 8  | 9  | 28 | 29 | 18  | -1  | División convertida en segundo nivel.         |
| 9   | DVS Rotterdam          | 22 | 6  | 5  | 11 | 34 | 44 | 17  | -10 | División convertida en segundo nivel.         |
| 10  | RFC                    | 22 | 7  | 5  | 10 | 28 | 45 | 17  | -17 | Se le descontaron 2 puntos.                   |
| 11  | Hermes DVS             | 22 | 4  | 8  | 10 | 22 | 33 | 16  | -11 |                                               |
| 12  | Dordrecht              | 22 | 2  | 0  | 20 | 10 | 76 | 4   | -66 |                                               |

PJ = Partidos jugados; PG = Partidos ganados; PE = Partidos empatados; PP = Partidos perdidos; GF = Goles a favor; GC = Goles en contra; Pts = Puntos; DG = Diferencia de goles
[1] AFC Amsterdam trasladado a la Eerste Klasse Oeste para la próxima temporada.

### Grupo final por el título
| Pos | Equipo        | PJ | PG | PE | PP | GF | GC | Pts | DG  |
| --- | ------------- | -- | -- | -- | -- | -- | -- | --- | --- |
| 1   | AFC Ajax      | 8  | 5  | 3  | 0  | 16 | 6  | 13  | +10 |
| 2   | Go Ahead      | 8  | 3  | 3  | 2  | 12 | 10 | 9   | +2  |
| 3   | AFC Amsterdam | 8  | 3  | 3  | 2  | 9  | 8  | 9   | +1  |
| 4   | Be Quick 1887 | 8  | 2  | 2  | 4  | 11 | 20 | 6   | -19 |
| 5   | NAC           | 8  | 1  | 1  | 6  | 10 | 14 | 3   | -4  |

PJ = Partidos jugados; PG = Partidos ganados; PE = Partidos empatados; PP = Partidos perdidos; GF = Goles a favor; GC = Goles en contra; Pts = Puntos; DG = Diferencia de goles
|                         |
| Campeón Ajax 2.° título |